# マクドネル・ダグラス MD-80
マクドネル・ダグラスMD-80
アメリカン航空のMD-83
- 用途：旅客機
- 分類：ナローボディ機
- 製造者：マクドネル・ダグラス
- 運用者（2014年7月現在の運用数上位5社）[1]
  - アメリカン航空
  - デルタ航空
  - アレジアント・エア
  - エア・イタリー
  - ザグロス航空（英語版）
- 初飛行：

  - MD-81：1979年10月18日[2]
  - MD-82：1981年7月30日[2]
  - MD-83：1984年12月17日[2]
  - MD-87：1986年12月4日[3]
  - MD-88：1987年8月15日[4]
- 生産数：

  - MD-81：132機[2]
  - MD-82：539機[2]
  - MD-82T：30機[2]
  - MD-83：265機[2]
  - MD-87：75機[3]
  - MD-88：150機[4]
- 退役：2019年9月4日
- 運用状況：一部MD-83は残っているがそれ以外退役

マクドネル・ダグラス MD-80 (McDonnell Douglas MD-80) は、アメリカ合衆国のマクドネル・ダグラスが開発・製造した双発ジェット旅客機のシリーズ名である。
MD-80シリーズは、リアエンジン方式の小型短距離向けナローボディ機である。ダグラスDC-9をベースとした発展型として開発され、当初はDC-9スーパー80と呼ばれていたが、後にMD-80シリーズと名付けられた。MD-80シリーズは大きく分けて、MD-81 (DC-9-81)、MD-82、MD-83、MD-87、MD-88の5型式で構成され、MD-80という型式そのものは存在しない。
後に、MD-80の更なる発展型として、次世代化を行ったMD-90およびMD-95が開発されたが、MD-95は開発中にマクドネル・ダグラスがボーイングに吸収合併され、開発・製造を引き継いだボーイングによりボーイング717と命名されて販売された。

## 開発までの経緯

### DC-9の誕生

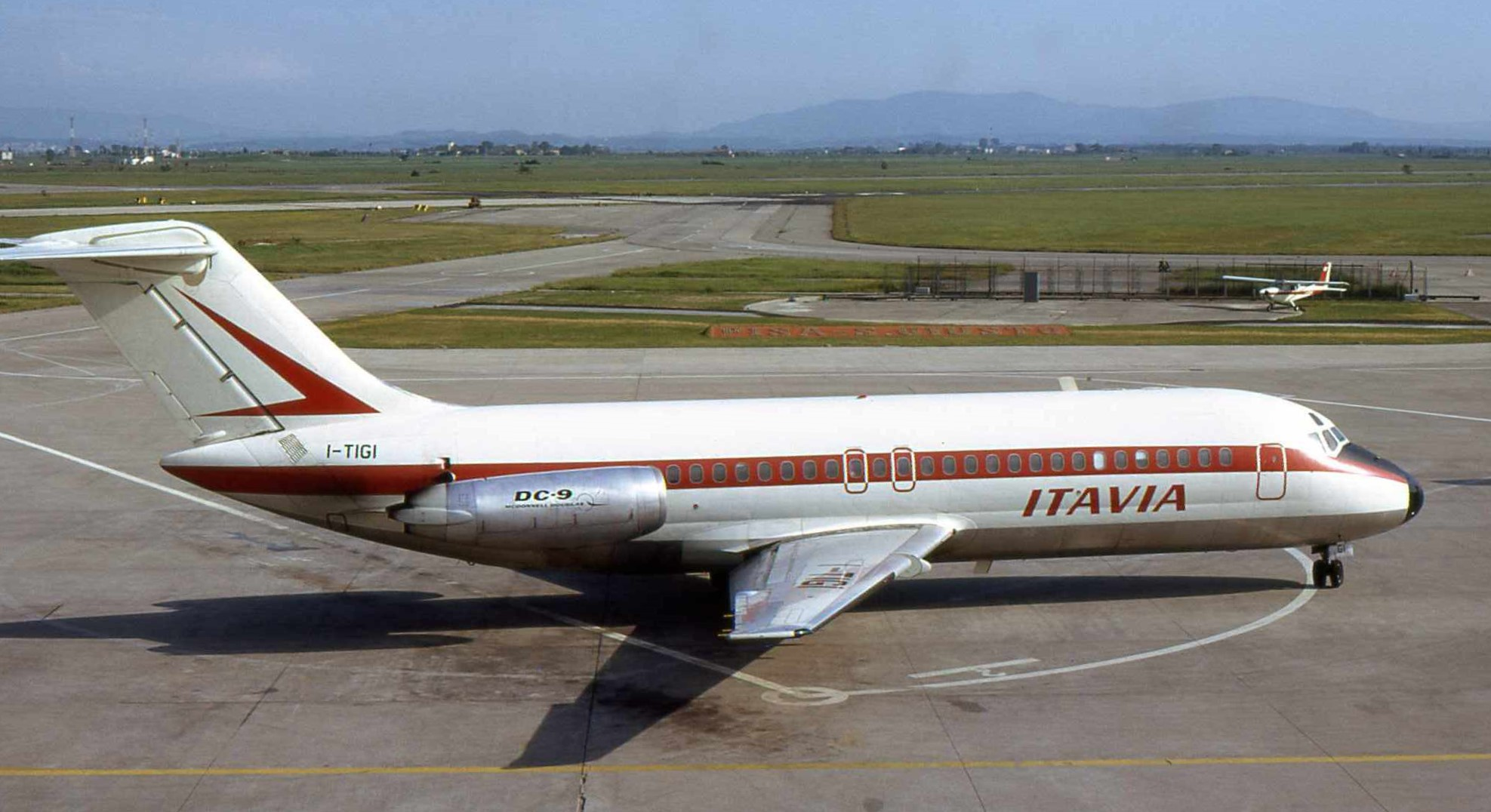
イタビア航空のDC-9-10

DC-9シリーズは1963年4月に開発が開始された。前作のDC-8より小型で双発の機種で、主に近中距離のローカル線での使用を前提に、2人乗務で経済性が高い機種となることを目標に開発された。
ライバルのボーイングが開発していたボーイング727と違い乗客数が90名～140名と、DC-9はボーイング727よりも多少小さかったが、DC-9の売上はよく、マクドネル・ダグラスは大きな成功を収めた。

### MD-80とMD-90の開発

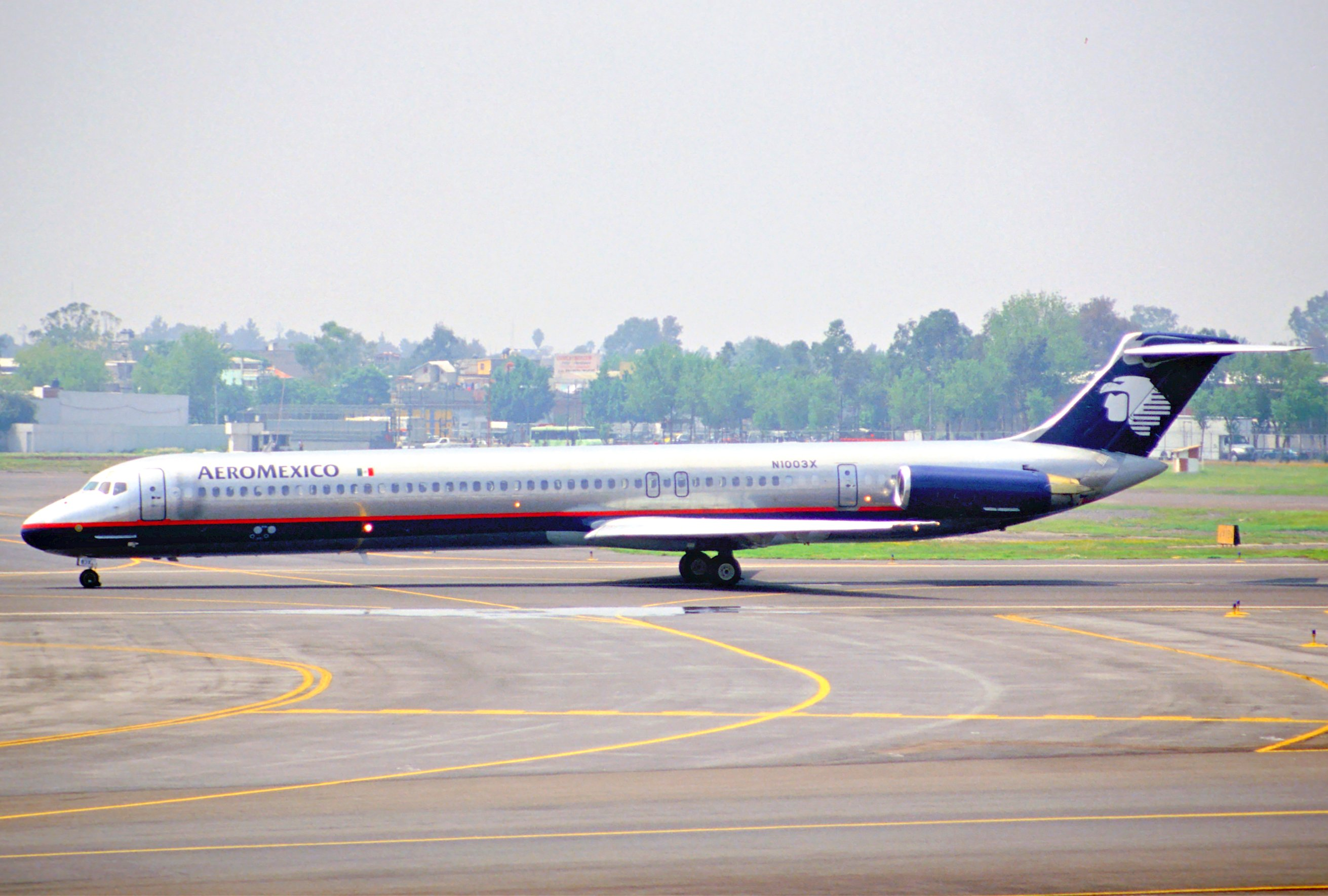
アエロメヒコ航空のMD-82

1970年代末より、マクドネル・ダグラスは新たにDC-9シリーズの一環として、新型旅客機スーパー80シリーズの開発を開始した。これはDC-9-50を改良・ストレッチしたものであり、DC-9-81、DC-9-82、DC-9-83の3種類の開発がアナウンスされた。DC-9-81の初飛行は1979年10月18日である。
このスーパー80シリーズはボーイング727よりも低騒音・低燃費で、パイロットは2人だけで済むなどという利点から、当時まだ勢力を保っていたボーイング727を圧倒した。このことが、ボーイング727の生産終了の決め手の1つとなったともいわれている。こうして、スーパー80シリーズのうち-81については1980年にスイス航空によって就航が開始された。なお、1983年に「DC (Douglas Commercial) 」の名称使用は取りやめ、「MD (McDonnell Douglas) 」の名称を使用することとなり、スーパー80シリーズは「MD-80シリーズ」と名称が変更された。
MD-80シリーズは人気が高く、当初のMD-81/-82/-83に次ぎ、短胴型のMD-87が開発、製造された。また、コックピットの一部がグラスコックピット化されたMD-88も登場した。
1993年には、MD-80シリーズの後継機ともいえるMD-90が登場した。MD-90はMD-83をベースに新型エンジンや胴体延長といった改良を施したもので、MD-80シリーズよりもさらに低騒音・低燃費を実現したが、競合機であるエアバスA320シリーズの台頭や原設計の古さなどが災いし、MD-80シリーズほどの人気は得られなかった。MD-80シリーズは1999年まで、MD-90型はマクドネル・ダグラスがボーイングに買収された後の2001年まで生産が続いたが、ボーイングの型式が与えられることはなかった。

### MD-95の開発とボーイングによる買収

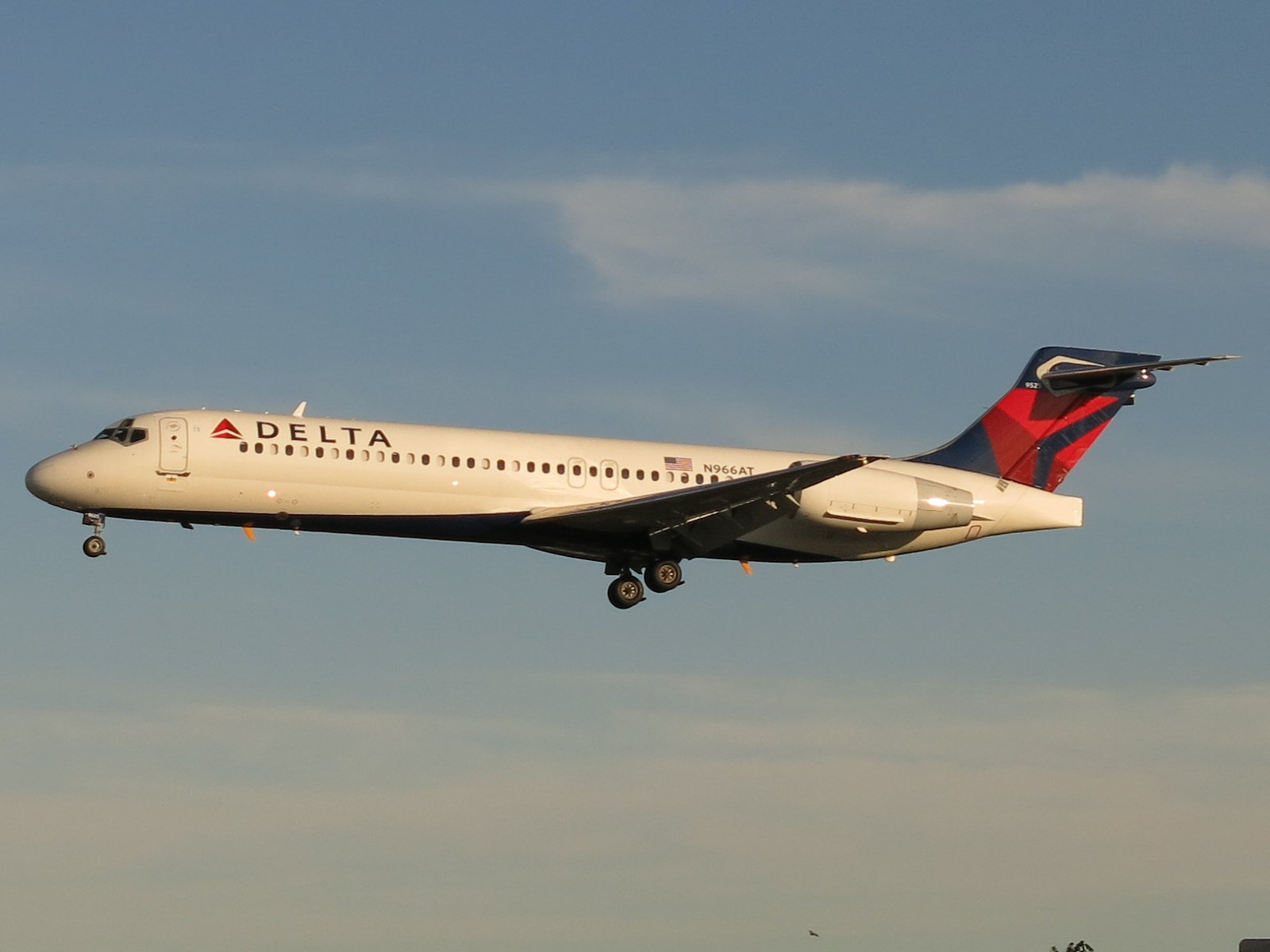
デルタ航空のボーイング717

MD-90型に次ぐバリエーションは、MD-95という名称で1991年から開発が始まっていた。大きくなったMD-90型よりも座席数を減らし、座席数は100名程度が目標とされた。
だが、開発中の1997年8月1日にマクドネル・ダグラスはボーイングによって買収されたため、開発はボーイングが引き継ぐこととなった。ボーイングは当初開発を中止することも検討したが、ボーイングのラインナップを補完できると考え、機種名はボーイング717として開発を継続、1998年より生産が開始された。
こうしてボーイング717が誕生したものの、同様のサイズを持つボーイング737-600などとの直接競合を避けるためと、2001年のアメリカ同時多発テロの航空旅客一時激減などの影響を受けて、生産は2006年に終了し、生産機数は156機という少数にとどまった。

## MD-80シリーズ
機体後部に2基の小さなエンジンを装備し、高能率な翼、T型の特徴的な尾翼が印象的で、マクドネル・ダグラスの前作DC-9の後継機となった。座席配置は横5列で、エコノミークラスの座席配置に最適だった。乗客数は、MD-87が約140名、それ以外は170名程度である。
1980年に就航し、その後派生形が相次いでデビューした。DC-9よりも人気が高く活躍時期も長かった。また、このころに登場したボーイング737-300/400/500のライバル機にもなった。
基本型がMD-81で、MD-82は高温・高地性能向上型、MD-83は燃料タンクを増設した航続距離延長型で、数字が増える毎にエンジン推力と最大離陸重量が増加している。
MD-87は、胴体を5m短くした短胴型で、方向安定性確保のため垂直尾翼も0.25m高くされた。
MD-88はデルタ航空の要求でMD-82/83のコックピットを近代化したモデルで、機体にも複合材料が多用された。
主要な運用者としてアエロメヒコ航空、オーストリア航空、ノースウエスト航空、アメリカン航空、デルタ航空、スカンジナビア航空、スイス航空、アリタリア航空、フィンランド航空、イベリア航空、日本エアシステム、中国東方航空、中国北方航空、アラスカ航空、大韓航空、ミッドウェスト航空、ファーイースタン航空が挙げられる。また、この他にも59の航空会社が少数ながらMD-80シリーズを導入している。
シリーズ製造最後の機体となったのはMD-83で、トランス・ワールド航空に引き渡されて「スピリット・オブ・ロングビーチ」(機体番号:N984TW)と名付けられた。

## MD-90

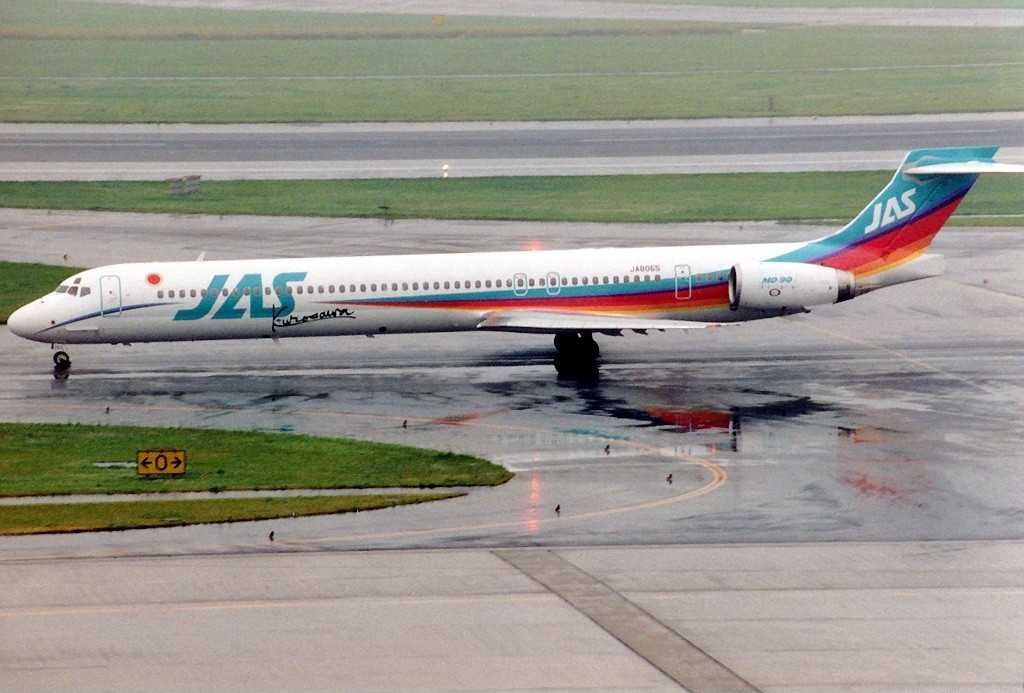
日本エアシステムのマクドネル・ダグラスMD-90-30

MD-90型は、MD-80シリーズの後継型にあたる旅客機であり、MD-80シリーズよりも近代化されている。また、エンジンは低騒音で低燃費のV2500を搭載している。
MD-90型は1989年に開発が開始され、1993年に初飛行、1995年に路線就航した。
デルタ航空、サウジアラビア航空、日本エアシステム、スカンジナビア航空が主要なユーザーとなった。2008年3月時点で、MD-90型は中国東方航空、中国南方航空、日本航空、ライオン・エア、サウジアラビア航空、ユニー航空（立栄航空）、ブルーワン、ハロー、エバー航空、デルタ航空が使用している。
日本エアシステムが導入したMD-90型は、映画監督の黒澤明がデザインした7種類の虹色塗装のものであったが、日本航空への吸収合併のより日本航空標準の塗装に変更された。2012年後期には、1機が鶴丸塗装に変更されている。日本航空の就航便は2013年3月30日広島発羽田便がラストフライトとなり退役した。

## MD-95

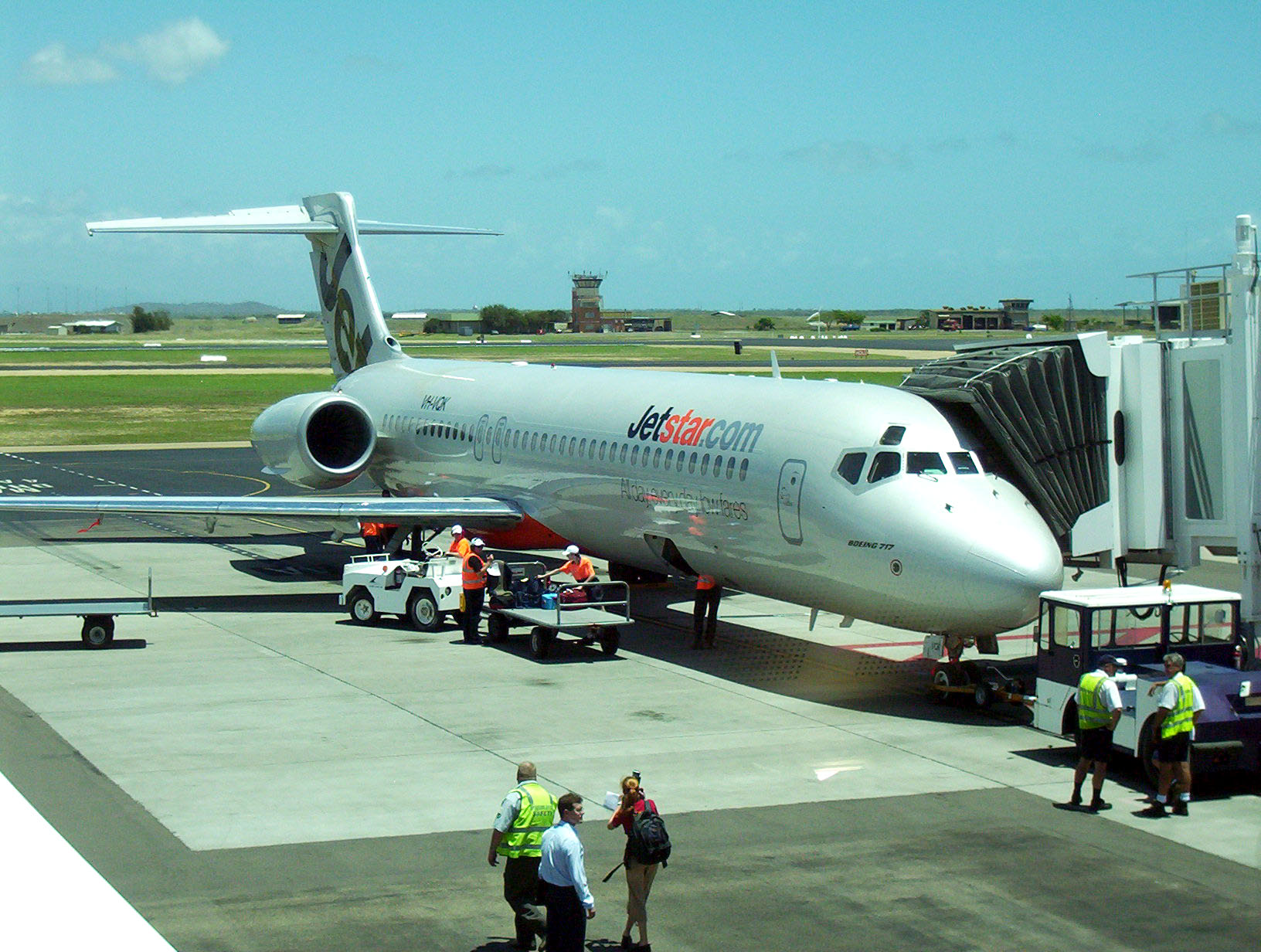
ジェットスターのMD-95（ボーイング717-200）

MD-95型は、DC-9をベースとした旅客機の最終作である。MD-90型の短胴型として開発された。開発途中の1997年にマクドネル・ダグラスがボーイングによって買収されたため、正式の機種名はボーイング717である。
新たにロールス・ロイス・ドイツ（当時はBMWロールス・ロイス）のBR715型エンジンを搭載している。また、MD-95型ではコクピットがそれまでのMD-90型と比較しても、大幅にグラスコックピット化されている。
156機のボーイング717が1998年～2006年まで生産されたが、ボーイング737-600などとの直接競合を避けるために注文が停止された。トランス・ワールド航空、バリュージェット航空（その後エアトラン航空を経てサウスウエスト航空に買収される）、ミッドウェスト航空、ハワイアン航空、バンコクエアウェイズが主要なユーザーとなった。2016年7月現在、主にデルタ航空がこれらの航空会社から中古機を買収またはリースして使用されている。
制作時期的にはボーイング777＜ボーイング717＜ボーイング787となる。

## 現在のMD-80シリーズの運用者（一部）
- ダナ・エア
- ターバーン航空
- イラン航空
- イラン・エアツアーズ
- ワールド・アトランティック航空

## 主な事故・事件
2015年3月までに、DC-9スーパー80を含むMD-80シリーズの主な事件・事故は66件発生し、合計1446人が死亡している。そのうち、機体損失事故は35件、ハイジャックは10件発生しているが、ハイジャックによる死者はいない。
MD-80の最初の機体損失事故は、1980年6月19日、DC-9-81の試験飛行中に発生した。油圧系統が失われても安全に着陸できることを実証する試験で、着陸時に滑走路を逸脱した。この事故では、乗員3名は全員無事だった。
MD-80シリーズで最初の死亡事故は、1981年12月1日に発生した。ユーゴスラビア（現・スロベニア）のリュブリャナからフランス・コルシカ島のアジャクシオに向かっていたイネックス・アドリア航空のDC-9-81が、コルシカ島のサン・ピエトロ山に墜落し、乗員7人と乗客173人の全員が死亡した。CFITによる事故とされる（イネックス・アドリア航空1308便墜落事故）。1988年6月12日には、アウストラル航空のDC-9-81が、濃霧で視界不良のなかでアルゼンチンのポサーダスに向けてアプローチ中に墜落し、乗客乗員22人全員が死亡した（アウストラル航空46便墜落事故）。
MD-82 (DC-9-82) の最初の死亡事故となったのは、1987年8月16日に起きたノースウエスト航空255便墜落事故である。米国内線に就いていた事故機がデトロイト・メトロポリタン・ウェイン・カウンティ空港を離陸したところ、操縦士が高揚力装置を展開し忘れていたため失速し、制御を失い墜落した。乗員6名、乗客155名のうち生存者は乗客1名のみで、地上にいた2人も巻き込まれて死亡した。2008年8月20日にも、同様にMD-82で高揚力装置を展開しないまま離陸しようとして墜落し、乗客乗員172人中154人が死亡した、スパンエアー5022便離陸失敗事故が起きている。
MD-82の着陸失敗による最初の死亡事故は、1993年10月26日に発生した中国東方航空5398便着陸失敗事故である。中国東方航空のMD-82が、福州長楽国際空港への着陸に失敗して滑走路をオーバーランし、胴体が3つに分断されて乗客乗員80人のうち乗客2人が死亡した。同年11月13日には、中国北方航空のMD-82がウルムチ空港への着陸に失敗し、乗客乗員102人のうち乗員4人と乗客8人が死亡している（中国北方航空6901便墜落事故）。その後もMD-82の着陸失敗による死亡事故が発生している。1999年6月1日、アメリカン航空のMD-82が、雷雨の中でリトルロック・ナショナル空港（現・ビル・アンド・ヒラリー・クリントン・ナショナル空港）への着陸に失敗してオーバーランし、機体が大破・炎上した。この事故で、乗客乗員145人のうち、乗員1人と乗客10人が死亡した（アメリカン航空1420便オーバーラン事故）。2004年11月30日、インドネシアのアディスマルモ国際空港でライオン・エアのMD-82が着陸に失敗、滑走路をオーバーランして機体前部が大破した。この事故で、乗客乗員163人のうち、乗員2人と乗客23人が死亡した（ライオン・エア583便着陸失敗事故）。2007年9月16日、タイのワン・トゥー・ゴー航空が運航するMD-82が、悪天候の中プーケット国際空港への着陸に失敗し、滑走路をオーバーランして林に突っ込み大破炎上した。この事故で、乗客乗員130人のうち乗員5人、乗客85人が死亡した（ワン・トゥー・ゴー航空269便着陸失敗事故）。
このほか、MD-82では、2002年5月7日には中国北方航空6136便放火墜落事件が発生している。北京発大連行の中国北方航空機が大連沖に墜落したもので、事故機からは墜落前に客室内で火災が発生したとの報告があり、中国政府の事故調査チームは「乗客の放火による破壊事件」だったと発表している。また、2005年8月16日にはウエスト・カリビアン航空708便墜落事故が発生しており、パナマからカリブ海のマルティニークに向けて飛行中のウエスト・カリビアン航空のMD-82が、エンジン推力の低下後に失速して制御不能に陥り、ベネズエラ西部に墜落した。乗客と乗員160人全員が死亡した。
MD-83の最初の死亡事故は、2000年1月31日に発生したアラスカ航空261便墜落事故である。メキシコのプエルト・バジャルタからサンフランシスコへ向けて飛行していたアラスカ航空261便が制御不能に陥り、カリフォルニア州沖の太平洋に墜落した。調査の結果、推定事故原因は、不適切な整備によって水平尾翼のトリム調整機構が故障したためとされている。
次に発生したMD-83による死亡事故は、2007年11月30日のアトラスジェット4203便墜落事故である。トルコのアトラスジェットが運航するMD-83が、ウスパルタの空港へ着陸直前に空港付近の山林に墜落し、乗客乗員57人全員が死亡した。事故時にブラックボックスが正しく機能していなかったことが判明しているが、専門家らによる調査では操縦ミスが事故原因と見られている。2012年6月3日には、ナイジェリアのダナ・エアが運航するMD-83がムルタラ・モハンマド国際空港へアプローチ中に、操縦士から両エンジンが停止したとの報告があり、エンジン再起動を試みたもののそのままラゴスの人口密集地に墜落した。この墜落で、機体は複数の建物に激突し、乗客乗員153人全員と地上にいた10人が死亡した（ダナ・エア992便墜落事故）。2014年7月24日、アフリカのワガドゥグーからアルジェに向かっていたアルジェリア航空のMD-83が、マリ南部に墜落し、乗客乗員116人全員が死亡した（アルジェリア航空5017便墜落事故）。
2015年現在で、MD-87の死亡事故はリナーテ空港事故の1件である。2001年10月8日、濃霧に包まれたイタリアのミラノ・リナーテ空港で、スカンジナビア航空のMD-87が離陸滑走中に、滑走路に侵入したセスナ サイテーションと衝突した。衝突により機体に損傷を受けたMD-87は、僅かに上昇したものの、空港内の貨物施設に衝突・炎上した。この事故で、MD-87とセスナ機の乗客乗員110人全員と地上施設で巻き込まれた4人が死亡した。
同じく2015年現在で、MD-88の死亡事故も1件である。1996年7月6日、米国のペンサコーラ国際空港で離陸態勢に入ったデルタ航空のMD-88の左エンジンが異常を起こし、飛び散った金属片が客室内を直撃して2人が死亡、5人が負傷した（デルタ航空1288便エンジン爆発事故）。

## 主要諸元
|                        | MD-81                                  | MD-82                                  | MD-83                                  | MD-87                                  | MD-88                                  |
| ---------------------- | -------------------------------------- | -------------------------------------- | -------------------------------------- | -------------------------------------- | -------------------------------------- |
| 運航乗務員数           | 2名                                    | 2名                                    | 2名                                    | 2名                                    | 2名                                    |
| 標準座席数 （2クラス） | 155                                    | 155                                    | 155                                    | 130                                    | 155                                    |
| 最大座席数 （1クラス） | 172                                    | 172                                    | 172                                    | 139                                    | 172                                    |
| 床下貨物室容積         | 35.5 m3                                | 35.5 m3                                | 28.7 m3                                | 26.6 m3†1                              | 35.5 m3                                |
| 全長                   | 45.02 m                                | 45.02 m                                | 45.02 m                                | 39.75 m                                | 45.02 m                                |
| 全幅                   | 32.85 m                                | 32.85 m                                | 32.85 m                                | 32.85 m                                | 32.85 m                                |
| 全高                   | 9.02 m                                 | 9.02 m                                 | 9.02 m                                 | 9.30 m                                 | 9.02 m                                 |
| 主翼面積               | 112.32 m2                              | 112.32 m2                              | 112.32 m2                              | 112.32 m2                              | 112.32 m2                              |
| 胴体幅                 | 3.34 m                                 | 3.34 m                                 | 3.34 m                                 | 3.34 m                                 | 3.34 m                                 |
| 客室幅                 | 3.14 m                                 | 3.14 m                                 | 3.14 m                                 | 3.14 m                                 | 3.14 m                                 |
| 客室長                 | 30.78 m                                | 30.78 m                                | 30.78 m                                | 25.47 m                                | 30.78 m                                |
| 最大無燃料重量 (MZFW)  | 53,525 kg (118,000 lb)                 | 55,338 kg (122,000 lb)                 | 55,338 kg (122,000 lb)                 | 50,802 (112,000 lb)                    | 55,338 kg (122,000 lb)                 |
| 最大離陸重量 (MTOW)    | 63,504 kg (140,000 lb)                 | 67,812 kg (149,500 lb)                 | 72,575 kg (160,000 lb)                 | 63,503 kg (140,000 lb)                 | 67,812 kg (149,500 lb)                 |
| 離陸滑走距離           | 1954 m                                 | 2,315 m                                | 2,462 m                                | 1,913 m                                | 2,315 m                                |
| 巡航速度               | マッハ0.75                             | マッハ0.75                             | マッハ0.75                             | マッハ0.75                             | マッハ0.75                             |
| 航続距離               | 2,897 km                               | 3,798 km                               | 4,635 km                               | 4,395 km                               | 3,798 km                               |
| エンジン (×2)          | P&W JT8D-209                           | P&W JT8D-217                           | P&W JT8D-219                           | P&W JT8D-217C                          | P&W JT8D-219                           |
| 推力 (x2)              | 82.3 kN                                | 89.0 kN                                | 93.4 kN                                | 89.0 kN                                | 93.4 kN                                |
| 備考                   | - †1：追加燃料タンクを装備しない場合。 | - †1：追加燃料タンクを装備しない場合。 | - †1：追加燃料タンクを装備しない場合。 | - †1：追加燃料タンクを装備しない場合。 | - †1：追加燃料タンクを装備しない場合。 |

### 書籍・雑誌記事・論文等
- 青木謙知「DC-9ファミリー研究 Part 2 ストレッチとシステム近代化でリニューアル MD-81/-82/-83/-87/-88」『スプリンター・ジェットDC-9/MD-80/MD-90 & Boeing 717』旅客機型式シリーズ ; 7、イカロス出版〈イカロスMOOK〉、2002年11月、45-52頁。
- 青木謙知『BOEING JET STORY』イカロス出版、2009年10月。ISBN 978-4863202429。
- 青木謙知『旅客機年鑑2014-2015』イカロス出版、2014年2月25日。ISBN 978-4-86320-820-9。

### オンライン資料
- (English) (PDF) MD-80 Series Airplane Characteristics for Airport Planning, McDonnell Douglas, (1990) 2015年2月16日閲覧。